# École nationale supérieure des arts et métiers de Lille
Le campus Arts et Métiers de Lille (anciennement École nationale supérieure des arts et métiers de Lille) est l'un des 11 principaux sites de l'École nationale supérieure d'arts et métiers, situé boulevard Louis-XIV à Lille, dans le département du Nord, en France. Il a été inscrit à l'inventaire des monuments historiques en 1997.
Ce site est desservi par la station de métro Lille Grand Palais.

## Histoire
La première école des arts et métiers est fondée en 1780 à Liancourt dans l’Oise (ferme de la Montagne) par le duc François de La Rochefoucauld-Liancourt pour les pupilles de son régiment de dragons, avec le concours de Monge, Berthollet, Chaptal et Laplace. Elle est transférée à Châlons-en-Champagne en 1806. En 1811, une deuxième école est fondée à Beaupréau, près de Cholet, puis transférée à Angers en 1815. En 1843, le centre d'Aix-en-Provence est fondé dans des bâtiments ayant servi de caserne et de monastère. À partir de 1880, l'expansion de l'école s'accélère. Sous l'impulsion du député Pierre Legrand, l’École nationale d’arts et métiers de Lille est officiellement créée par la loi du 10 mars 1881, avant le centre de Cluny, créé en 1891, et celui de Paris, créé en 1906.
Le centre lillois est le premier à être bâti spécialement pour être une école d’Arts et Métiers. Pour des raisons financières, les travaux, confiés à l'architecte Jules Batigny, ne commencent qu’en 1885. Ils sont plusieurs fois interrompus, en particulier entre 1888 et 1892, les plans plusieurs fois modifiés, et le quatrième centre s'installe en 1891 dans l'abbaye de Cluny avant que le centre de Lille ne soit achevé. Ce dernier ouvre finalement ses portes le 15 octobre 1900 dans des bâtiments inachevés.
Pendant la première guerre mondiale, l’école est occupée par les armées allemandes et utilisée comme hôpital militaire. Elle est endommagée par les bombardements puis par l'explosion du dépôt de munition des dix-huit ponts. L’école ne rouvre ses portes que fin 1919.
Lors de la Seconde Guerre mondiale, l'école ne peut accueillir la promotion 1939 et est occupée par les troupes allemandes dès le mois de juillet 1940. L’occupation se prolonge jusqu’au dimanche 3 septembre 1944.
Les bâtiments ont été restaurés dans les années 1990 et 2000.

## Architecture

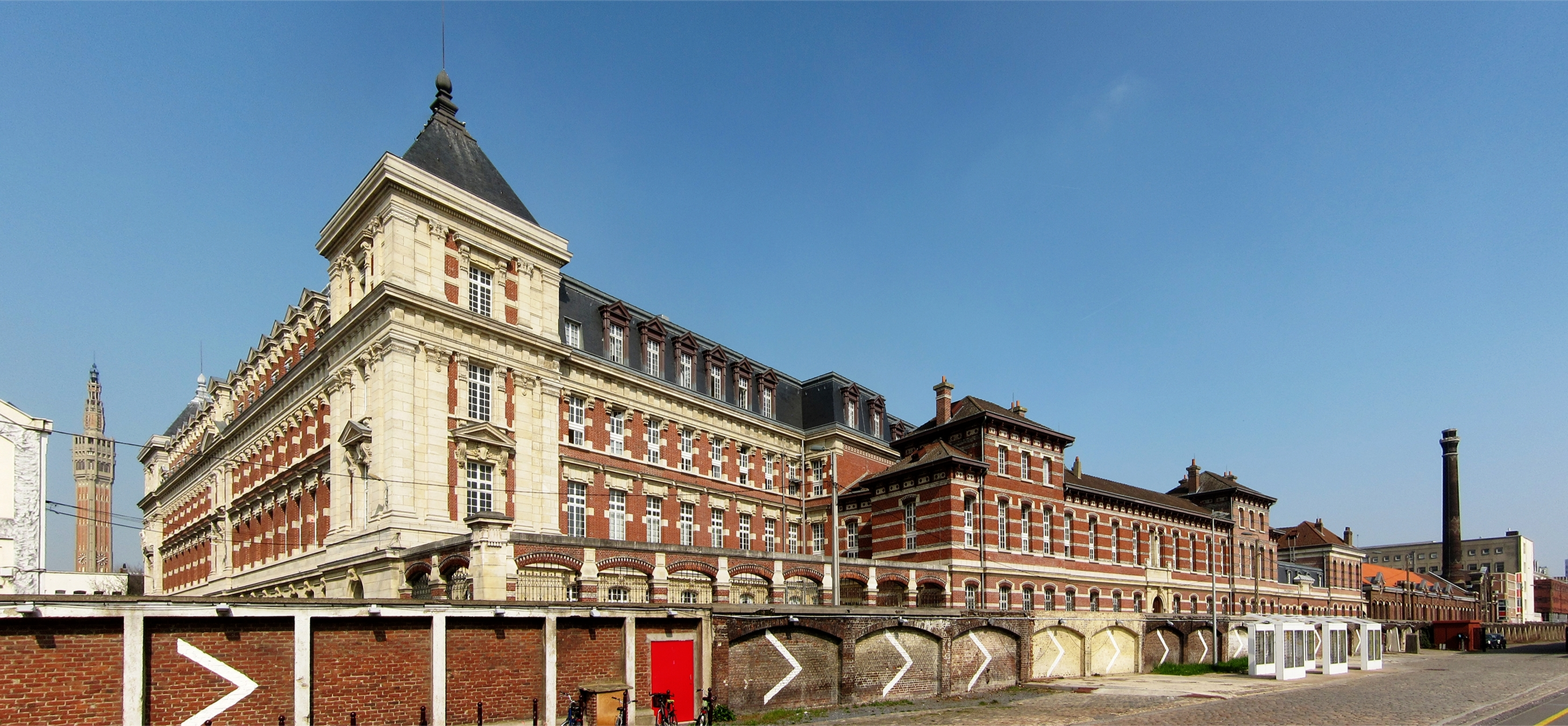
Vue arrière des bâtiments

L'école, construite en pierre et briques, évoque les grandes manufactures roubaisiennes du début du XXe siècle. Édifiée sur un terrain de 26 000 m2, elle occupe une surface de deux hectares et demi et comprend une partie réservée à l'enseignement et des ateliers destinés à la pratique. Le bâtiment principal, de 120 mètres de long sur 80 mètres de large, renferme et délimite de nombreuses cours : la cour d'honneur, la cour des bureaux, les cours de première, deuxième et troisième année, la cour centrale occupée par le grand amphithéâtre.
La façade monumentale est surmontée d'un fronton sculpté par Alphonse-Amédée Cordonnier. L'intérieur comprend une galerie des ancêtres où sont alignés les bustes des fondateurs, des physiciens et des ingénieurs qui ont fait la réputation de l'école.
L'école possède une machine à vapeur à distribution Corliss de premier type (celui qui a été présenté à l’exposition universelle de Paris en 1867) construite en 1900.